# HTL Wels
Die Höhere Technische Bundeslehranstalt Wels mit ca. 1700 Schülern und  ca. 180 Lehrern ist eine Höhere Technische Lehranstalt in Wels in Oberösterreich und bietet mit ihren fünf Abteilungen die Möglichkeit einer breiten Auswahl in der Ingenieurs- und Technikerausbildung an. Die Schule wurde 1971 gegründet und führt eine Tages- und Abendschule.

## Ausbildungsformen

### Höhere Abteilung
Die fünfjährige Ausbildung an der höheren Abteilung bietet eine praxis- und theorieorientierte Ausbildung auf höherem Niveau, welche mit der Matura (Hochschulreife) abgeschlossen wird. Nach dreijähriger einschlägiger Berufspraxis kann die Standesbezeichnung Ingenieur geführt werden.

### Fachschule
Die Ausbildungsdauer beträgt in der Regel dreieinhalb bis vier Jahre, wobei die praktischen Fähigkeiten artverwandter Lehrberufe und theoretische Kenntnisse auf mittlerem Niveau vermittelt werden.
Der Abschluss der Fachschulen ersetzt in der Regel einige artverwandte Berufslehren und Gewerbebefugnisse, im Abschlussjahr wird eine Abschlussprüfung abgelegt. Im Anschluss an die Fachschule kann die Matura im Rahmen der Berufsreife erworben werden.

## Abteilungen

### Tagesschule
- Höhere Abteilung für Chemieingenieurwesen (Chemieingenieure mit dem Schwerpunkt Chemische Betriebstechnik) 
  - 3 Klassen pro Jahrgang, insgesamt 15 Klassen.

- Höhere Abteilung für Elektrotechnik (Energiesysteme und Leistungselektronik,  Automatisierung und Antriebe)
  - 2 Klassen pro Jahrgang, insgesamt 10 Klassen.

- Höhere Abteilung für Informationstechnologie (Systemtechnik)
  - Seit 2017, 3 Klassen pro Jahrgang, insgesamt 8 Klassen. Ab der 2. Klasse besteht die Möglichkeit, die Klasse als „Laptopklasse“ zu führen. Es sind ca. 30 Klassenräume für die dauerhafte Nutzung mit Laptops eingerichtet.

- Höhere Abteilung für Maschineningenieurwesen
  - 2 Klassen pro Jahrgang, insgesamt 10 Klassen.

- Höhere Abteilung für Mechatronik (Automatisierungstechnik) 
  - 3 Klassen pro Jahrgang, insgesamt 15 Klassen.

- Fachschule für Elektrotechnik
  - 1 Klasse pro Jahrgang, insgesamt 4 Klassen.

- Fachschule für Chemie (Chemische Betriebstechnik) – 3,5 Jahre
  - 1 Klasse pro Jahrgang, insgesamt 4 Klassen.

### Abendschule
- Höhere Abteilung (Aufbaulehrgang/Kolleg) für Chemieingenieurwesen (Chemische Betriebstechnik)
  - 1 Klasse pro Jahrgang.
- Höhere Abteilung (Aufbaulehrgang/Kolleg) für Mechatronik
  - 1 Klasse pro Jahrgang.

## Zusatzangebote
Die Schule ist Mitglied eines sogenannten „E-Learning-Clusters“, als Plattform kommt Moodle zum Einsatz.
- zusätzliche Lehrveranstaltungen
  - Musiklabor
  - Peer-Ausbildung
  - Präsentations- und Kommunikationstraining
  - Cisco-Zertifikat – CCNA
  - Cambridge-Zertifikat
  - KNX Zertifikat
- Schulveranstaltungen
  - Schiwoche im 2. Jahrgang
  - Sportwoche im 3. Jahrgang
  - Sprachwoche oder Brüssel- bzw. Wienfahrt oder Besuch einer facheinschlägigen Messe (Cebit, Achema, Electronica, Analytica) im 4. Jahrgang

## Absolventen
- Shamil Borchashvili[1]
- Fritz Dittlbacher
- Sabrina Filzmoser[2]